# Euasteron bartoni
Euasteron bartoni là một loài nhện trong họ Zodariidae.
Loài này thuộc chi Euasteron. Euasteron bartoni được Barbara C. Baehr miêu tả năm 2003.